# (182) Elsa
Pour les articles homonymes, voir Elsa.
(182) Elsa est un astéroïde de la ceinture principale, découvert par Johann Palisa le 7 février 1878.

## Compléments